# هادویچ (فیلم)
هادویچ (انگلیسی: Hadewijch) فیلمی در ژانر درام به کارگردانی برونو دومن است که در سال ۲۰۰۹ منتشر شد.